# Любовниково (Костромская область)
Любовниково — деревня в Костромском районе Костромской области. Входит в состав Бакшеевского сельского поселения.

## География
Находится в юго-западной части Костромской области на расстоянии приблизительно 12 км на юго-запад по прямой от старой железнодорожной станции Кострома в правобережной части района.

## История
Основана в 1678 году на земле боярского сына Скоробогатова, в XIX веке принадлежала П. И. Куломзину. В 1872 году здесь было учтено 11 дворов, в 1907 году здесь отмечено было 15 дворов.

## Население
Постоянное население составляло 44 человека (1872 год), 86 (1897), 61 (1907), 0 в 2002 году, 6 в 2022.